# Gunila Stierngranat
Margret Mary Gunila Charlotte Antoinetta Elisabeth Stierngranat, född 1 oktober 1902 i Stockholm, död 9 december 1960 på Lidingö, var en svensk tecknare, serieskapare och författare. Utöver detta var hon även en skicklig konståkare.

## Biografi
Stierngranat var dotter till löjtnant Gösta Stierngranat (1874–1956) och Sadie Josephine Marie Brown (1877–1941). Gösta hade träffat Sadie Brown i New York 1899 när han och hans bror Malte Liewen Stierngranat var där för att finna sig var sin hustru. Gunila Stierngranat hade en äldre bror, kapten Henrik Stierngranat och en yngre syster, Catharina Stierngranat. Sin grundskoleutbildning fick hon vid flickskolan Franska skolan i Stockholm.
Som ung kom hon till USA där hon utbildade sig och fick anställning på ett större ritkontor. Efter ett 20-tal år återvände hon till Sverige och knöts som tecknare till Åhlen & Åkerlunds förlag. År 1936 gifte hon sig med juristen Sigurd Lind, men de skiljde sig runt 1950. I två år, i slutet av 1940-talet bodde hon med sin familj i Etiopien, då hennes make hade uppdrag åt Haile Selassie. Under denna period målade hon mycket i olja och skapade motiv som landskap, människor och blommor. Hon ritade även uniformsdetaljer åt kejsaren och hans krets, och undervisade prinsessorna i franska.
Hon var som mest produktiv på 1950-talet med en mängd serier, vinjetter, barnböcker, bokomslag och illustrationsarbeten för många olika tidningar. Vid sidan av detta tecknade hon även gratulations- och julkort samt skrev sagoböcker som hon själv illustrerade.

## Serieskapare
Gunila Stierngranat var mycket produktiv. På 1930-talen tecknade hon "Lilla Lena och Jon Blund" och "Lille Göran och Jon Blund" som publicerades i Allt för Alla, och "Lisa vill till filmen" åt Husmodern. På 1940-talen tecknade Stierngranat "Lasseman och Hans Vänner" för Allt för Alla, och de båda serierna "Snövit" och "Prinsen och tiggargossen" för Vårt hem. De båda senare samlades senare i ett antal album som gavs ut på Åhlen & Åkerlunds förlag. För tidningen Folkskolans Barntidning tecknade hon serierna "Morfars Barndomsminnen" och "Eva-Maria och Ingegerd" och hon fortsatte att teckna mycket för tidningen även efter att den bytt namn till Kamratposten. Stierngranat var även medarbetade för Sveriges första egentliga ungdomstidning, Min tidning. Flera serier publicerade hon under pseudonym, bland annat "Ka och Kim"  under namnet Gunde från 1950-talet, om en afrikansk pojke och hans vän från Europa som hon gjorde för Vecko-Revyn och som även publicerades i tidningen Tuff och Tuss. Hennes sista uppdrag blev framsidan till Kalle Ankaa julalbum 1961.